# تونی آلن
جان آنتونی آلن (به انگلیسی: John Anthony Allan) (۱۹۳۷-۲۰۲۱) جغرافی‌دان بریتانیایی بود. او برندهٔ جایزهٔ آب استکهلم در سال ۲۰۰۸ شد. دلیل این مسئله وضع مفهوم انقلابی آب مجازی (آب پنهان) بود. وی در مدرسه مطالعات آفریقا و کینگز کالج دانشگاه لندن فعالیت می‌کرد.

## زندگی
آنتونی آلن در سال ۱۹۷۱ دکترای خود را در دانشکده مطالعات شرقی و آفریقایی (SOAS) در زمینه "مدیریت آب در لیبی" به پایان رساند. او چندین سال در دانشکده مطالعات شرقی و آفریقایی تدریس کرد. کار او پلی میان علوم طبیعی و مدیریت بود. وی پس از بازنشستگی در سال ۲۰۰۲، علاوه بر اینکه استاد برجسته در دانشکده دارایی و مدیریت بود، به عنوان استاد همکار در دانشگاه کینگز لندن به امور تحقیقاتی در مطالعه منابع آب، مدیریت زنجیره تامین و تجارت می‌پرداخت. وی در دانشگاه کینگز لندن به عنوان یک دانشمند معتبر بین رشته‌ای شناخته می‌شد.
آخرین کتاب او آب مجازی نام دارد که در سال ۲۰۱۱ توسط انتشارات تاوریس انگلستان به چاپ رسیده‌است.